# Sidvagnscross

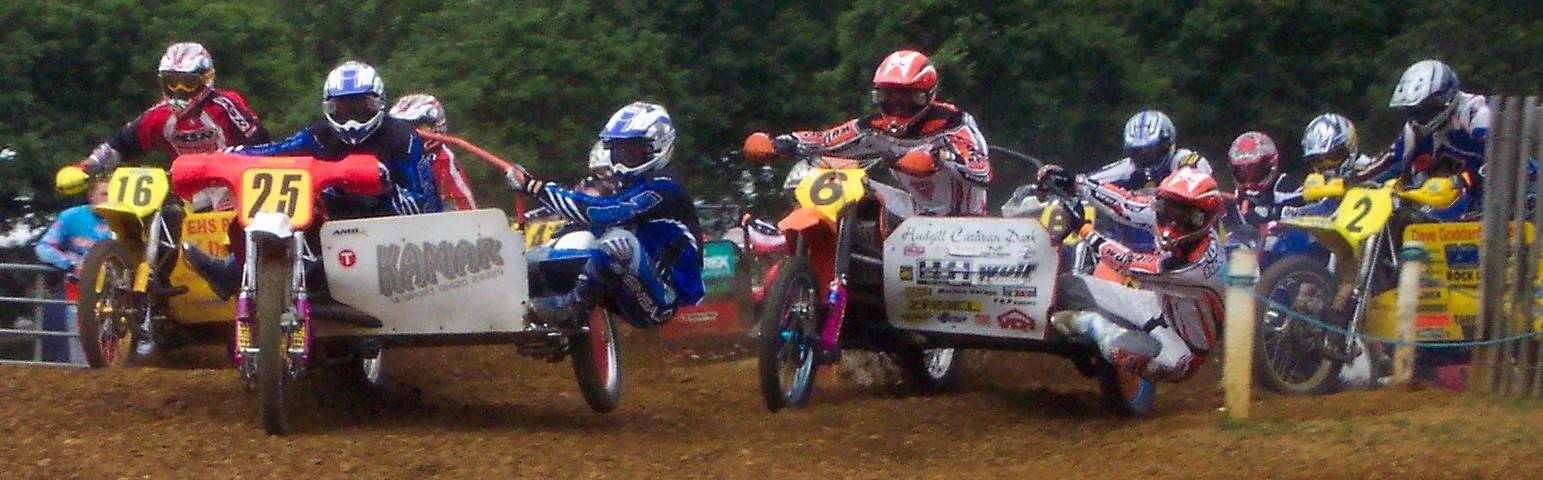
Sidvagnscross i Storbritannien.

Sidvagnsmotocross eller sidvagnscross är gren av motocross som körs med motorcyklar med sidvagn. En vanlig crossbana används och varje ekipage består av förare och burkslav. På grund av det tredje hjulet kan inte föraren luta motorcykeln på samma sätt som i soloklasserna. Tyngdpunktsförskjutningarna får istället ordnas av burkslaven som flyttar sig kraftigt från den ena sidan till den andra ("burkar").
Sidvagnscrossen i Sverige har under 10 år dominerats av Henrik Söderqvist och hans burkslav Tobias Sylwan.[Vilka 10 år?] Sidvagnsmotocrossen är för närvarande störst i södra Sverige, främst på västkusten, men SM-tävlingar arrangeras över hela landet.
De flesta sidvagnsekipagen drivs idag av stora tvåtaktsmotorer (men även fyrtaktsmotorer förekommer) på mellan 500 och 700 cc, av märken som KTM, Husaberg, Zabel m.fl.

## Tävlingar
FIM har arrangerat världsmästerskap sedan 1980.
I Sverige brukar det köras mellan fyra och sex SM-deltävlingar per år och vanligen arrangeras de i den södra delen av landet. 

### SM-historik
I Sverige infördes SM-status för sidvagnsmotocross 1966 och dåtidens hjältar och första årets guldmedaljörer blev skåningarna Teddy och Tore Strömberg (Helsingborgs MK) vilka skulle komma att köra till sig sammanlagt fyra SM-guldmedaljer fram till 1974. 
De sidvagnscrossare som var först med att försvara sitt SM-guld var Ingemar Eriksson och Lars-Olov Carlbom (Upplands Väsby MK) vilka på ett övertygande sätt körde till sig SM-titeln åren 1972-1973. 
Den som senare kom att dominera SM-serierna var Leif Sylwan och Bengt Persson/Jonny Birgersson, vilka körde hem totalt åtta SM-guldmedaljer. 
I modern tid har SM-serien dominerats av Henrik Söderqvist och Tobias Sylwan som körde hem guldmedaljen samtliga år från 1999 till 2010, samt även 2012/2013. 

### Internationellt
FIM (Federation Internationale de Motocyclism) har arrangerat världsmästerskap sedan 1980. Innan dess kördes EM-deltävlingar i Europa. 
Sporten har under senare år dominerats av holländaren Daniël Willemsen som blev världsmästare 1999 och 2003-2007 med olika burkslavar.
Även letten Kristers Sergis med Artis Rasmanis på sidvagnen har haft en betydande roll i titeltabellen och körde till sig världsmästartiteln 1997-1998 och 2000-2002 med Artis Rasmanis som burkslav. 
Mästarna för 2013-2014 heter Ben Adriaenssen (Belgien) och Ben van der Bogaart (Nederländerna) och det återstår att se om de har förmågan att lägga beslag på fler mästartitlar.